# Галмачиха
Галмачиха (Гальмачиха) — река в России, протекает в Гдовском районе Псковской области. Устье реки находится в 2,9 км по правому берегу реки Ремда. Длина реки — 14 км. Высота устья — 30,5 м над уровнем моря.

## Данные водного реестра
По данным государственного водного реестра России относится к Балтийскому бассейновому округу, водохозяйственный участок реки — Водные объекты бассейна оз. Чудско-Псковское без р. Великая. Относится к речному бассейну реки Нарва (российская часть бассейна).
Код объекта в государственном водном реестре — 01030000312102000027510.